# Szlak im. Jana Kochanowskiego
 Szlak im. Jana Kochanowskiego – znakowany szlak turystyczny prowadzący przez południową część Puszczy Kozienickiej. Został wyznakowany w 1980 r. przez Witaliusza i Krzysztofa Demczuków. Pierwotnie kończył się w Gródku. W 2004 r. został przeznakowany: skasowano odcinek Policzna – Gródek i wyznakowano nowy: Policzna – Garbatka-Letnisko. Później zmieniono południowy koniec szlaku z Miodnych PKS na Zwoleń PKS. Tereny, przez które przebiega szlak, związane są z rodziną Kochanowskich.

## Przebieg szlaku
Przebieg w 2012 r. (22,2 km):
- Miodne PKS
- Antoniówka
- Policzna
- Garbatka-Letnisko

Przebieg w 2025 r. (22,1 km):
- Zwoleń PKS
- Karczówka
- Antoniówka
- Antoniówka, pomnik
- Franków
- Policzna, stary cmentarz
- Policzna, kościół
- Garbatka Długa
- Garbatka, cmentarz
- Garbatka-Letnisko